# Voodoo Hoodoo
A Voodoo Hoodoo Carl Barks író és rajzoló 1949-ben megjelent képregénye Donald kacsa főszereplésével. A történet a Dell Comics Four Color című sorozatának 238. számában jelent meg először, melyben Donald egy átok áldozatává válik, mikor egy zombi összetéveszti őt nagybátyjával, Dagobert bácsival. Donald és unokaöccsei Afrikába utaznak, hogy felkutassák a zombi gazdáját, a bosszúszomjas boszorkánydoktort, hogy tisztázzák vele a tévedést és megkérjék, hogy vegye le róla a rontást.

## A történet megszületése
Carl Barks 1949-ben írta és rajzolta meg a Voodood Hoodoot, melynek ötletét néhány vudu mágiáról és zombikról szóló újságcikk adta. A történetre szintén hatással voltak a kor, Barks által „képtelennek” nevezett zombi filmjei is, mint például a Lugosi Béla főszereplésével készült 1932-es A fehér zombi (White Zombie). Barks ebből a filmből merítette saját zombijának egyik alaptulajdonságát is, hogy nem érez semmit, testi és érzelmi tekintetben egyaránt. Eltérően Barks korábbi alkotásaitól, a Voodoo Hoodooban az úgynevezett „megmentési”-történetelem, mely során a család egy eltűnt tagját a többieknek kell megmenekítenie, már nem annyira domináns, nem bír akkor érzelmi töltettel és nem ez a cselekmény tényleges kiindulópontja.
A Voodoo Hoodoo központi szereplőjének, Bombie, a zombi a megjelenésének alapjául a The American Weekly 1942-ben megjelent I Met a Zombie című cikkéhez készült illusztráció szolgált. Az I Met a Zombie képével ellentétben azonban Barksnak nem a félelemkeltés volt a szándéka. Bombie elhagyatott és magányos arckifejezése, rongyos öltözéke inkább együttérzést és szánalmat vált ki az olvasóból, nem rettegést. „Nem horror képregényt írtam, így nem is akartam egy kegyetlen, vérengző alaknak feltüntetni. Úgyhogy egy ártalmatlan, öreg zombit csináltam belőle, aki bolyong a világban: ez volt a munkája, amit el kellett végeznie.” – nyilatkozta Barks, aki megpróbált eltávolodni a korra, elsősorban a népszerű kultúrában előforduló és jellemző, a feketéket rasszista módon megkülönböztető ábrázolástól. A legtöbb horrorfilmmel és rémtörténettel ellentétben, melyben a zombik feltámasztott holtak, Barks művében csupán egy szer hatása alatt álló halandók. A zombivá változás, a halál fenyegető rémképét Barks történetében az összezsugorodás átka váltotta fel. Tom Andrae véleménye szerint Bombie, valamint Donaldnak az átvitt értelemben való zombivá változástól való rettegése maga Barks, mint alulfizetett képregényalkotó félelmeit is megtestesítheti, hogy egy alsóbb, elszegényedett társadalmi osztályba süllyedhet. Barks-nak két évvel a Voodoo Hoodoo megszületése után mondták ki válását alkoholproblémával küszködő második feleségétől. Barks később az elhúzódó válás és az az utáni időszakra visszatekintve saját magát is „zombiként” jellemezte.

## A cselekmény
|  | Alább a cselekmény részletei következnek! |

Kacsaházán mindenki egy zombiról beszél, aki nemrég tűnt fel a városban. Egyik nap Donald, aki nem ad hitelt ezeknek a pletykának, belebotlik egy különös, üres tekintetű, rongyokba öltözött fekete-afrikai férfiba, aki átad neki egy babát. Donald csak a találkozás után, az emberek ábrázatából jön rá, hogy ez a fura alak lehetett a zombi, akiről beszélnek. Különösebb jelentőséget nem tulajdonítva az esetnek Donald hazamegy. Miközben a történteket meséli unokaöccseinek, Tikinek, Nikinek és Vikinek, a zombitól kapott baba megszúrja az ujját, ő pedig elájul.
Nem sokkal később már az egész városban pletykák keringenek az esetről. Donald nagybátyja, Dagobert bácsi az újságból értesül a történtekről, és felkeresi őt, hogy „megnyugtassa”, a vudubaba tüskéjén található méregtől semmi baja nem lesz, „csupán” össze fog menni. Dagobert elmeséli, hogy hetven évvel ezelőtt, mikor fiatalon a második milliárdját készült összegyűjteni, Afrikában eltűzött egy bennszülött törzset a földjéről, hogy ott egy kaucsuk ültetvényt hozzon létre. A törzs boszorkánydoktora mérhetetlen haragra gerjedt és bosszút esküdött. Utasította Bombie-t, a zombit, hogy kutassa fel Dagobertet, és adja át neki a mérgezett tüskét rejtő babát. Bombie, akinek zombi társaihoz hasonlóan nincs öntudata és az idő múlását sem érzékeli, hetven év után jutott el Kacsaházára, ahol Donaldot összetévesztette Dagoberttel. Donald pánikba esik, hogy össze fog menni, Dagobert viszont nem hisz az átokban.
Másnap, egy kiadós alvás után, Donald azzal kezdi hitegetni magát, hogy az egész csak egy rossz álom volt. Ez a reménye azonban szertefoszlik, mikor meglátja az ágya végénél álló Bombie-t. A zombit, aki feladatát elvégezve és új parancs hiányában nem tudja mitévő legyen, Tiki, Niki és Viki veszi pártfogásába. Donald, akinek már elege van az egészből, úgy dönt, hogy elutazik Afrikába megkeresni a boszorkánydoktort és megkéri, hogy vegye le róla az átkot. Dagobert azonban csak Donald repülőjegyét hajlandó kifizetni, így unokaöccseink és a zombinak otthon kell maradnia. Donald útnak indul, Bombie pedig elkeveredik a városban. Tiki, Niki és Viki egy vetélkedő rádiós felvételén találnak rá, amit Bombie, bár szokásához híven egy árva szót sem szól, mégis megnyer. A jutalomból Tiki, Niki, Viki és Bombie egy magángépen indulnak Donald után, akivel az afrikai Whambo Jambo repterén futnak össze. A kis csapat először felkeresi Dagobert kaucsuk ültetvényét, majd nekivág az őserdőnek. A boszorkánydoktor faluja felé vezető utat végül egy apró termetű amerikai professzortól tudják meg, aki rendhagyó testmagasságát a bennszülött mágussal, Foola Zoolával való találkozásának köszönheti.
Donaldék szerencsésen eljutnak a faluba és rátalálnak a boszorkánydoktorra, aki először szintén összetéveszti Donaldot Dagoberttel. Rövid magyarázat után Foola Zoola belátja, hogy tévedés történet, majd néhány köteg dollártól megenyhülve azt is elárulja, hogy a vudubaba mérge már évtizedekkel ezelőtt elveszítette a hatását. A csapat már elégedetten távozni készül, mikor Donald megemlíti, hogy ő Dagobert legközelebbi élő rokona. Foola Zoola ekkor elfogatja Donaldot és új kicsinyítő méreg kikeveréséhez kezd. Tikinek, Nikinek és Vikinek a kaucsuk ültetvényről szerzett méretes gumidarabokon pattogva még éppen időben sikerül kiszabadítaniuk nagybátyjukat, majd Bombie segítségét is igénybe véve elmenekülniük a dühös bennszülöttek elől.
|  | Itt a vége a cselekmény részletezésének! |

## A történet szereplői és motívumai
Carl Barks a Voodoo Hoodoo történetében első, és egyben egyetlen alkalommal mutatja meg, hogy Kacsaházán fekete bőrű polgárok is laknak. Korábban a fekete bőrűek csupán a korra jellemző sztereotip ábrázolási formában, és primitív, törzsi környezetben jelentek meg a képregényfüzetben. Bár az Egyesült Államokban az 1940-es években, a második világháborút követően jelentős folyamatok indultak meg az afroamerikaiak társadalmi elfogadottsága terén, a velük szembeni diszkrimináció még igen széles körben általános volt. A Voodoo Hoodoo első oldalán, mindössze két panelen jelenik meg a tényleges cselekmény szempontjából jelentéktelen mellékszereplő, Bop Bop. A fekete bőrű, cilindert és szmokingot viselő dzsesszmuzsikus megjelenésével egy bohém világot, egy underground szubkultúrát képvisel. Neve a bebopra, vagy más néven bopra, egy új dzsessz irányzatra utal, mely az 1940-es évek második felében alakult ki. Az Államok túlnyomó többségben fehér bőrű népessége között, mely nem engedte érvényesülni a feketéket, illetve megpróbálta kulturális értelemben átformálni, asszimilálni őket, Bop Bop az elfogadottól eltérő, kirívó jelenség.
A történet központi fekete bőrű szereplője Bombie, a zombi. Barks merített ugyan a korabeli horrorfilmekben feltűnő élőholtak ábrázolásmódjából, de egyben jelentősen át is formálta azt. Bombie nem vérengző gyilkos, hanem maga is áldozat, aki csupán öntudat és érzések nélkül végzi a rászabott munkát. Barks a szereplőt elsősorban Donald unokaöccsei szemén át mutatja be, akik együttérzést táplálnak iránta. Tom Andrae megítélése szerint a zombi a második világháború utáni évek elnyomott fekete bőrű polgárait jelképezi. Bombie néma, ahogyan a fekete bőrűek sem hallathatták hangjukat a kor amerikai társadalmában. A szótlan, önkifejezésre nem képes zombiról így mindenkiben más kép alakul ki, mindenki a maga fantáziáit és elképzeléseit vetíti ki rá. Mikor Bombie betéved egy kvízműsor rádiós felvételére, a műsorvezető az öntudat nélküli zombi mély hallgatását válaszként értékeli a feltett kérdésre, és megdicséri játékosa „hihetetlen intelligenciáját”. Andrae véleménye szerint ez az ironikus jelenet, mely során a tömegmédia értelmetlen és triviális kérdésekre adott válaszokért kisebb vagyonokat fizet, a tőkemegoszlás egyenetlenségét és az elszegényedés problémáját figurázza ki, mely éket ver a társadalmi rétegek közé, és mely probléma megoldásának szükségességével az állam nem hajlandó szembenézni. Bombie mezítlábas, rongyokat visel és nem rendelkezik önálló akarattal, gépiesen végzi a rászabott munkát, mely az elszegényedett és a terhek alatt megtört emberekre utal. Az öntudatlan zombi állapot a könnyen kizsákmányolható, olcsó munkaerő allegóriája is egyben. Barks ezen társítása A fehér zombi című filmre vezethető vissza, melyben a negatív főszereplője, a Lugosi Béla által alakított Murder Legendre zombikat dolgoztat cukornád malmában. A történet folyamán Tiki, Niki és Viki új öltözéket keres Bombie-nak a padláson tárolt régi holmik között. Választásuk egy katonai zakóra esik, mely Andrae szerint a volt rabszolga, Haiti későbbi uralkodója, Henri Christophe napóleoni viseletét idézi, mely igen ironikus, hiszen Bombie-nak sem hatalma, sem helye nincs a fehérek társadalmában. A történet első oldalán egy látszólag Kacsaháza felsőbb osztályához tartozó nő kijelenti, hogy véleménye szerint a zombit „be kell börtönözni”. Bombie-ról ugyan közszájon forog, hogy nem jelent fenyegetést senkire, de ennek ellenére, pusztán hovatartozása és a megszokottól eltérő kinézete, akárcsak a feketék bőrszíne, előítéletre ad okot egyesekben.
A Bombie-n kívül maga Donald is a Kacsaháza tehetős rétege által táplált előítéletek áldozata. Andrae megítélése szerint Donald jellemzően a lumpenproletariátus képviselőjeként jelenik meg a történetekben. Rendszertelen életet él, gyakran vált munkát, melyből következően anyagi helyzete bizonytalan, gyakran a szerencse, vagy gazdag bácsikája segíti ki. Donald gőgösen, újabb és újabb ötletektől vezérelve keresi a gyors meggazdagodás lehetőségét, de tervei rendszerint csődöt mondanak, így gyakran alantas munkák elvégzésére kényszerül, ő maga pedig szintén a társadalom által kitaszított egyénné válik. Akárcsak a horrorfilmek főszereplői, Donald is a „másokban”, a Voodoo Hoodoo esetében Bombie-ban látja megtestesülni saját félelmeit, vagyis hogy emberségétől megfosztva kizsákmányolja a társadalom, átvitt értelemben zombivá változtatja. A történetben Donald tipikusan a rémtörténetek női áldozatainak szerepébe kerül. Bombie látványától sikítani kezd, és attól retteg, hogy miután az átok beteljesül, és összezsugorodik, kedvese nem fogja szeretni.
A társadalmi különbségek és tehetősebb osztály előítéletei mellett a Voodoo Hoodooban megjelenik az Egyesült Államok imperialista oldalának bemutatása is. A történetből kiderül, hogy Dagobert, az amerikai milliomos, elűzte Foola Zoola, az afrikai boszorkánydoktor törzsét őseik földjéről, és ott kaucsuk ültetvényt hozott létre. Ironikus módon az esetnek Dagobertre nézve semmilyen következménye nem volt, de a feldühödött bennszülöttek még hetven után is rátámadnak a fehérekre, Donald pedig szintén ártatlanul válik Foola Zoola átkának áldozatává. Andrae könyvében párhuzamot von Dagobert imperialista taktikája, és az Egyesült Államok Haiti megszállása között, mely 1915-től 1934-ig tartott.
Bár Barks a Voodoo Hoodoo történetében megpróbálta szimpátiát ébresztően bemutatni az Egyesült Államokon határain belül és kívül megkülönböztetésük miatt hátrányos, elnyomott helyzetű feketéket, bizonyos tekintetben azonban mégis igen közel maradt a korára jellemző sztereotip jegyekhez. Bop Bop babonás és gyáva, valamint jellegzetes fekete kiejtéssel beszél. Az Afrikai bennszülöttek ajkai hangsúlyozottan vastagok, fogaik hegyesek, mint vademberek jelennek meg. A Dagobert által elkobzott jogos tulajdonuk visszaszerzéséért, jogaikért indított küzdelmük nem jelenik meg a történetben, csupán arról esik szó, hogy rendszeresen gyújtogatnak és embereket rabolnak. Vezetőjük, Foola Zoola, bosszúszomjas és egysíkúan gonosz, valamint akárcsak törzsének más tagjai, könnyen megvásárolható. Donaldék a történet végén Bombie felhasználásával menekülnek meg a haragos bennszülöttek elől, mely Andrae véleménye szerint utalás a fehérek „oszd meg és uralkodj” stratégiájára. A kaland után Donald és unokaöccsei hazaindulnak Kacsaházára, hogy elköltsék Bombie nyereményének maradékét, aminek véleményük szerint a zombi amúgy sem venné hasznát, hiszen nincs öntudata.

## Megjelenése és hatása
A Western Publishing, a Dell Publishing partnercége 1949. március 3-án vette át a harminckét oldalas Voodoo Hoodoo történetét, melyen megjelenése előtt szerkesztői utasításra változtatásokat hajtottak végre. Barks eredeti rajzain Bombie-t pupilla nélkül, fehér szemekkel rajzolta meg, melyet a kiadó a történet megjelenése előtt éppen hogy nyitott, bágyadt szemekre cserélt. Ennek oka feltehetően az volt, hogy úgy vélték, az üres szemek megrémíthetik a gyermekeket. A zombik állapotát jelző „dead”, vagyis „halott” szót több helyen a nagyobb eufemizmussal bíró „done for” kifejezésre cserélték, bár a történet hatodik oldalának hetedik paneljén meghagyták. A Voodoo Hoodoo első alkalommal a Four Color 238. számában, 1949 augusztusában jelent meg, melyet az évtizedek során több újranyomtatott változat követett, elsőként az Another Rainbow által 1986-ban kiadott The Carl Barks Library of Walt Disney’s Donald Duck második kötetében. Ebben, és az ezt követő kiadásokban általában, a történet cenzúrázva jelent meg. A változtatások között szerepelt a „done for” kifejezést cseréje az eredeti „dead” szóra, az afrikai bennszülöttek arcát és hegyes fogait megváltoztatták, kiejtésüket átírták. Bombie orrát átrajzolták és orrkarikáját eltávolították, valamint az orrkarikára utaló szövegeket is módosították.
A Voodood Hoodoo előzményeinek története része volt Don Rosa, az 1990-es évek folyamán megjelent The Life and Times of Scrooge McDuck-sorozatának. A The Empire-Builder from Calisota című tizenegyedik rész, mely az Uncle Scrooge 295. számában, 1995 decemberében jelent meg, Dagobert összetűzését meséli el Foola Zoolával, majd pedig azt, hogy Dagobertnek hogyan sikerült az évek során újra és újra elszökni Bombie elől, akit a bosszúszomjas boszorkánydoktor küldött utána.